# Liste der reichsten Monarchen
Diese Liste der reichsten Monarchen enthält Schätzungen zu den reichsten Monarchen der Welt und in Europa.

## Welt
(Stand: 2019)
| Rang | Name                           | Titel                    | Staat                        | Vermögen (in Mio. US-Dollar) | Quelle                                                                                 |
| ---- | ------------------------------ | ------------------------ | ---------------------------- | ---------------------------- | -------------------------------------------------------------------------------------- |
| 1    | Maha Vajiralongkorn            | König von Thailand       | Thailand                     | 70.000                       | Investitionen des Crown Property Bureau                                                |
| 2    | Hassanal Bolkiah               | Sultan von Brunei        | Brunei                       | 20.000–28.000                | Öl und Gas, Immobilien, Investment                                                     |
| 3    | Salman ibn Abd al-Aziz         | König von Saudi-Arabien  | Saudi-Arabien                | 18.000                       | Öl und Gas, Immobilien, Investment                                                     |
| 4    | Chalifa bin Zayid Al Nahyan    | Emir von Abu Dhabi       | Vereinigte Arabische Emirate | 15.000                       | Investitionen der Abu Dhabi Investment Authority                                       |
| 5    | Mohammed VI.                   | König von Marokko        | Marokko                      | 2.100–8.200                  | Investitionen der Société Nationale d’Investissement                                   |
| 6    | Hans-Adam II.                  | Fürst von Liechtenstein  | Liechtenstein                | 3.500–7.200                  | Beteiligungen an der Stiftung Fürst Liechtenstein und LGT Group                        |
| 7    | Muhammad bin Raschid Al Maktum | Emir von Dubai           | Vereinigte Arabische Emirate | 4.000                        | Mehrheitsanteil der Dubai Holding und Investitionen der Abu Dhabi Investment Authority |
| 8    | Henri                          | Großherzog von Luxemburg | Luxemburg                    | 4.000                        | Immobilien, Investment                                                                 |
| 9    | Tamim bin Hamad Al Thani       | Emir von Qatar           | Katar                        | 1.200–2.100                  | Investitionen der Qatar Investment Authority                                           |
| 10   | Albert II.                     | Fürst von Monaco         | Monaco                       | 1.000                        | Immobilien                                                                             |

## Europa
(Stand: 2024)
| Rang | Name             | Titel                              | Staat                  | Vermögen (in Mio. US-Dollar) | Quelle                                                          |
| ---- | ---------------- | ---------------------------------- | ---------------------- | ---------------------------- | --------------------------------------------------------------- |
| 1    | Hans-Adam II.    | Fürst von Liechtenstein            | Liechtenstein          | 5.000                        | Beteiligungen an der Stiftung Fürst Liechtenstein und LGT Group |
| 2    | Henri            | Großherzog von Luxemburg           | Luxemburg              | 4.000                        | Immobilien, Investment                                          |
| 3    | Albert II.       | Fürst von Monaco                   | Monaco                 | 1.000                        | Immobilien, Investment                                          |
| 4    | Charles III.     | König des Vereinigten Königreichs  | Vereinigtes Königreich | 500                          | Immobilien, Investment                                          |
| 5    | Beatrix          | Königin der Niederlande (bis 2013) | Niederlande            | 200                          | Immobilien, Investment, Anteile an Royal Dutch Shell            |
| 6    | Carl XVI. Gustaf | König von Schweden                 | Schweden               | 70                           | Immobilien                                                      |
| 7    | Margrethe II.    | Königin von Dänemark (bis 2024)    | Dänemark               | 40                           |                                                                 |
| 8    | Harald V.        | König von Norwegen                 | Norwegen               | 30                           |                                                                 |
| 9    | Philippe         | König der Belgier                  | Belgien                | 20                           |                                                                 |
| 10   | Felipe VI.       | König von Spanien                  | Spanien                | 10                           | Immobilien                                                      |